# Snart hemma
Snart Hemma är ett mixtape från 2007 av Ken Ring.

## Låtförteckning
| Spår | Låt Titel                   | Producent/er             | Medverkande Gäst/er | Tid  |
| ---- | --------------------------- | ------------------------ | ------------------- | ---- |
| 1    | BB Intro                    | Rune Rotter              | Proof från D12      | 2:06 |
| 2    | Smacka Upp Dom              | Astma                    | Kelian              | 0:51 |
| 3    | Tjena                       | Tommy Tee                |                     | 1:45 |
| 4    | Sakta Ner                   | Tommy Tee                |                     | 1:52 |
| 5    | Softar Runt                 | Måns                     |                     | 3:32 |
| 6    | Håll Om Dom                 | Tommy Tee                |                     | 5:03 |
| 7    | 2000-Talet                  | Ken Ring & Collén & Webb |                     | 3:16 |
| 8    | Jag Undrar Vad Dom Tror     | Tommy Tee                |                     | 0:20 |
| 9    | Det Är Över                 | Soul Supreme             |                     | 1:05 |
| 10   | Hon Är Död Nu               | Tommy Tee                |                     | 4:01 |
| 11   | Ghetto Romantik             | Måns                     |                     | 2:44 |
| 12   | För Mycket Vapen I Förorten | Fotios                   | Malik               | 1:46 |
| 13   | Mer Chill Musik             |                          | Nasio Fontaine      | 4:51 |
| 14   | Äntligen Hemma 1 Augusti    | Tommy Tee                |                     | 0:36 |